# فینلی برنز
فینلی برنز (انگلیسی: Finley Burns؛ زادهٔ ۱۷ ژوئن ۲۰۰۳) بازیکن فوتبال است.
وی همچنین در تیم‌های ملی فوتبال England national under-16 football team و زیر ۱۷ سال انگلستان بازی کرده‌است.